# لجنة الفصل في منازعات الأوراق المالية (السعودية)
لجنة الفصل في منازعات الأوراق المالية (السعودية) لجنة تختص بالفصل في المنازعات المالية، مكونة من مستشارين ومتخصصين، أنشئت بمرسوم ملكي عام 1424 هـ. وتشمل كل دعوى تقع في نطاق الأحكام النظامية، ولوائحها التنفيذية، ولوائح هيئة السوق المالية والسوق وقواعدهما وتعليماتهما في الحقين العام والخاص. وتنظر اللجنة في: الدعاوى الإدارية التي تمثل التظلم من القرارات أو الإجراءات الصادرة عن الهيئة أو السوق. والدعاوى الجزائية التي ترفع من النيابة العامة ضد مخالفي نظام السوق المالية ولوائحه التنفيذية. والدعاوى المدنية التي تمثل الدعاوى الناشئة بين الأشخاص المستثمرين. وتمارس اختصاصاتها في جميع مدن ومحافظات المملكة العربية السعودية.
وتهدف لتوفير حماية للمستثمرين من ممارسات السوق المالية غير العادلة، كما تسعى لتوفير بيئة قضائية تحكم بها تعاملات الأوراق المالية، وتهيئة الظروف الملائمة للمتقاضين، وتقوم اللجان بنشر القرارات النهائية الصادرة عنها وعلى إثرها تطور وتحسن بيئة العمل الإداري الخاص بنظام التقاضي.

## اختصاصات اللجنة
الإطلاع ومتابعة قضايا التظلم من القرارات والإجراءات الصادرة عن هيئة السوق المالية أو السوق المالية السعودية، والنظر في دعاوى المستثمرين فيما بينهم، في إطار أحكام نظام السوق المالية، ولوائحه التنفيذية، ولوائح الهيئة والسوق وقواعدهما وتعليماتهما في الحق العام والحق الخاص.

## صلاحيات اللجنة
- صلاحية مطلقة في التحقيق والفصل في الشكوى والدعوى.
- استدعاء الشهود.
- إصدار القرارات اللازمة في الفصل والدعوى.[4]
- فرض العقوبات.
- الأمر بتقديم الأدلة والوثائق.
- إصدار قرار بالتعويض.[5]
- إصدار قرارات مناسبة لضمان حق المتضرر.[1]

## الأعضاء
يتم تعيين أعضاء اللجنة بقرار من مجلس هيئة السوق المالية، لمدة ثلاث سنوات قابلة للتجديد، ومن الشروط ألا يكون للعضو مصلحة مالية أو تجارية مباشرة أو غير مباشرة أو صلة قرابة حتى الدرجة الرابعة بأصحاب الشكوى أو الدعوى المرفوعة أمام اللجنة. وباشرت أول لجنة مهامها في فصل منازعات الأوراق المالية بتاريخ 7 / 11 / 1425هـ.
| العضو                       | المنصب |
| --------------------------- | ------ |
| سعود بن عبد الرحمن الشمري   | رئيسًا  |
| خالد بن عبد المحسن المحيسن  | عضو    |
| عبد العزيز بن سليمان العتيق | عضو    |
| عبدالله بن محمد سمسم        | عضو    |
| خالد بن عثمان العمير        | عضو    |
| محمد بن عبد الرحمن الشعيبي  | عضو    |